# Ferrovia Madrid-Hendaye
La ferrovia Madrid-Hendaye spesso chiamata Madrid-Irun (in spagnolo Línea Madrid-Hendaya, anticamente nota come línea General del Norte o línea Imperial; in basco Madril-Hendaia burdinbidea; in francese ligne de Madrid à Hendaye) è un'importante linea ferroviaria posta nel nord-est della Spagna. Servendo importanti città, quali Madrid, Vitoria, Burgos, Irun e Hendaye. La linea ferroviaria attraversa il fiume Bidasoa e valica il confine franco-Spagnolo nei pressi di Irun, congiungendosi con la SNCF nella stazione di Hendaye.

## Storia
La ferrovia è stata aperta nel 1864.
La linea fu elettrificata in corrente continua a 3000 V nl 1967.

## Percorso
| Continuation backward |

| Station on track |

|  | Unknown route-map component "CONTgq" | Unknown route-map component "ABZgr" |  |  |

| Stop on track |

|  |  | Unknown route-map component "ABZgl" | Unknown route-map component "CONTfq" |  |

|  |  | Unknown route-map component "ABZg+l" | Unknown route-map component "CONTfq" |  |

| Stop on track |

| Stop on track |

| Stop on track |

| Stop on track |

| Stop on track |

|  | Unknown route-map component "CONTgq" | Unknown route-map component "ABZgr" |  |  |

| Stop on track |

| Stop on track |

| Stop on track |

| Stop on track |

| Stop on track |

| Stop on track |

| Stop on track |

| Stop on track |

| Stop on track |

| Stop on track |

| Unknown route-map component "eHST" |

| Stop on track |

| Station on track |

|  |  | Unknown route-map component "ABZgl" | Unknown route-map component "CONTfq" |  |

| Stop on track |

| Unknown route-map component "eHST" |

| Unknown route-map component "eHST" |

| Unknown route-map component "eHST" |

| Stop on track |

| Unknown route-map component "hKRZWae" |

| Unknown route-map component "eHST" |

|  | Unknown route-map component "CONTgq" | Unknown route-map component "ABZg+r" |  |  |

|  |  | Unknown route-map component "ABZg+l" | Unknown route-map component "CONTfq" |  |

| Station on track |

| Stop on track |

| Stop on track |

| Stop on track |

| Stop on track |

| Unknown route-map component "eHST" |

| Station on track |

| Stop on track |

| Unknown route-map component "eHST" |

| Stop on track |

| Stop on track |

| Stop on track |

| Stop on track |

| Stop on track |

| Stop on track |

| Small bridge over water |

| Stop on track |

| Unknown route-map component "eHST" |

| Stop on track |

| Unknown route-map component "eHST" |

| Unknown route-map component "eHST" |

|  | Unknown route-map component "CONTgq" | Unknown route-map component "ABZg+r" |  |  |

| Station on track |

| Stop on track |

| Unknown route-map component "eHST" |

| Stop on track |

| Station on track |

| Stop on track |

| Stop on track |

| Stop on track |

| Station on track |

| Stop on track |

| Stop on track |

| Stop on track |

| Station on track |

| Enter and exit tunnel |

| Stop on track |

| Stop on track |

| Stop on track |

| Stop on track |

| Stop on track |

| Stop on track |

| Stop on track |

| Stop on track |

| Stop on track |

| Stop on track |

| Stop on track |

| Stop on track |

| Stop on track |

| Stop on track |

| Stop on track |

| Stop on track |

| Stop on track |

| Stop on track |

| Stop on track |

| Stop on track |

| Station on track |

| Stop on track |

| Stop on track |

| Stop on track |

| Stop on track |

| Stop on track |

| Stop on track |

| Unknown route-map component "uCONTr+f" | Straight track |  |

| Urban stop on track | Straight track |  |

| Urban stop on track | Straight track |  |

| Urban straight track | Stop on track |  |

| Urban stop on track | Straight track |  |

| Urban stop on track | Station on track |  |

| Unknown route-map component "uhKRZWae" + Unknown route-map component "lZOLL" | Unknown route-map component "hKRZWae" + Unknown route-map component "lZOLL" |  |

| Urban End station | Station on track |  |

| Continuation forward |